# Белчо Николов
Белчо Николов е български революционер, деен участник в борбата за освобождението на Добруджа.

## Дейност
С бойна група въоръжен минава границата многократно в изпълнение на задачи. Участва в сражения с въоръжени банди на румънски преселници, с жандармерия и редовна войска. С групата на Марин Йорданов през 1939 г. преминава границата да събира сведения за българското военно разузнаване във вътрешността на Добруджа.
Предложен за награда с народна пенсия през 1943 г.